# (6956) Holbach
(6956) Holbach ist ein Asteroid des Hauptgürtels, der am 13. Februar 1988 vom belgischen Astronomen Eric Walter Elst am La-Silla-Observatorium der Europäischen Südsternwarte (IAU-Code 809) in Chile entdeckt wurde.
Der Asteroid ist Teil der Vesta-Familie, einer großen Gruppe von Asteroiden, benannt nach (4) Vesta, dem zweitgrößten Asteroiden und drittgrößten Himmelskörper des Hauptgürtels.
Der Asteroid wurde nach dem Philosophen der französischen Aufklärung Paul Henri Thiry d’Holbach (1723–1789) benannt, der vor allem für seine religionskritischen und atheistischen Thesen bekannt ist und die Encyclopédie um zahlreiche Artikel über Metallurgie, Chemie und verwandte Themen ergänzte.